# بي. إف. شيلتون
بي. إف. شيلتون (بالإنجليزية: B. F. Shelton)‏ هو موسيقي أمريكي، ولد في 1902 في مقاطعة كلاي في الولايات المتحدة، وتوفي في 28 فبراير 1963 في مقاطعة ويتلي في الولايات المتحدة.

## وصلات خارجية
- بي. إف. شيلتون على موقع ميوزك برينز (الإنجليزية)
- بي. إف. شيلتون على موقع ديسكوغز (الإنجليزية)